# Laholm (comune)
Laholm è un comune svedese di 23 404 abitanti, situato nella contea di Halland. Il suo capoluogo è la cittadina omonima.

## Località
Nel territorio comunale sono comprese le seguenti aree urbane (tätort):
| #  | Località          | Popolazione |
| -- | ----------------- | ----------- |
| 1  | Laholm            | 5.835       |
| 2  | Mellbystrand      | 1.681       |
| 3  | Veinge            | 1.176       |
| 4  | Knäred            | 1.129       |
| 5  | Våxtorp           | 986         |
| 6  | Lilla Tjärby      | 882         |
| 7  | Vallberga         | 647         |
| 8  | Genevad           | 597         |
| 9  | Skummeslövsstrand | 454         |
| 10 | Skottorp          | 451         |
| 11 | Ränneslöv         | 425         |
| 12 | Hishult           | 356         |
| 13 | Ysby              | 246         |
| 14 | Hasslöv           | 242         |